# Martin Herrmann
Martin Herrmann (Colonia, Alemania, 20 de marzo de 1970) es un nadador retirado especializado en pruebas de estilo mariposa y estilo libre. Fue medalla de bronce en la prueba de 100 metros mariposa durante el Campeonato Europeo de Natación de 1989.
Representó a Alemania durante los Juegos Olímpicos de Barcelona 1992 y Seúl 1988.

## Palmarés internacional
| Campeonato Europeo de Natación | Campeonato Europeo de Natación | Campeonato Europeo de Natación | Campeonato Europeo de Natación |
| Año                            | Lugar                          | Medalla                        | Prueba                         |
| ------------------------------ | ------------------------------ | ------------------------------ | ------------------------------ |
| 1989                           | Bonn (RFA)                     | Medalla de bronce              | 100 m mariposa                 |
| 1989                           | Bonn (RFA)                     | Medalla de plata               | 4x200 m libres                 |